# 奥兰多·伯纳德斯·达·席尔瓦
奥兰多（Orlando Bernades da Silva，1973年10月1日—），是一名巴西籍职业足球运动员，司职前锋，曾在中国联赛包括大连万达和上海申花的多支俱乐部效力。
奥兰多在大连的三个赛季表现出色，于2002年初被重新出任上海申花主教练的徐根宝签下，这也是上海申花第一次引进曾经在其它中国球队效力的外援。不过奥兰多这一年的表现并不出色，于赛季末被提前终止合同返回了巴西，而且也有因为其生活不检点而引起家庭纠纷，以致妻子不同意他继续在国外踢球的报道。
2004年赛季中期，在甲级联赛中成绩不佳的西安安馨园签下了奥兰多，他重返中国赛场，不过虽然攻入了7个联赛入球，仍然无法避免球队降级。2005年，安馨园征战乙级联赛无果，奥兰多也转投浙江绿城，并在次年帮助球队冲入中超。但是升入中超后，绿城却放弃了奥兰多。